# Guram Adžoev (calciatore 1961)
Guram Zacharovič Adžoev (in georgiano გურამ ზაქარიას ძე აჯოევი?, in russo Гурам Захарович Аджоев?; Tbilisi, 18 ottobre 1961) è un ex calciatore georgiano naturalizzato russo, di ruolo centrocampista.

## Biografia
Suo figlio Guram è stato a sua volta un calciatore professionista.

## Carriera
Ha giocato con vari club georgiani, russi, ucraini, israeliani e ungheresi.

## Palmarès
- Coppa sovietica: 1

Metalist: 1987-1988